# Wanling, Hainan
Wanling är en köpinghuvudort i Kina. Den ligger i provinsen Hainan, i den södra delen av landet, omkring 110 kilometer sydväst om provinshuvudstaden Haikou. Antalet invånare är 19 208. Befolkningen består av 8 901 kvinnor och 10 307 män. Barn under 15 år utgör 23,0 %, vuxna 15-64 år 69 %, och äldre över 65 år 7,0 %.
Runt Wanling är det ganska tätbefolkat, med 60 invånare per kvadratkilometer. Närmaste större samhälle är Nankun, 16,3 km norr om Wanling. I omgivningarna runt Wanling växer huvudsakligen savannskog.
Genomsnittlig årsnederbörd är 2 654 millimeter. Den regnigaste månaden är juli, med i genomsnitt 428 mm nederbörd, och den torraste är januari, med 21 mm nederbörd.